# 武田準平
武田 準平（たけだ じゅんぺい、1838年（天保9年） - 1882年（明治15年））は、明治期の日本の医師、愛知県議会初代議長、自由民権運動家。民権結社、進取社副社長。明治生命保険（現・明治安田生命保険）創立者の阿部泰蔵は実弟。

## 経歴
1838年（天保9年）三河国八名郡下吉田村（現・愛知県新城市）の医者の次男として生まれたが、18歳の時に、宝飯郡森村（現・豊川市）の武田家の養子となる。
江戸に出て、蘭方医の伊藤玄朴が開いた象先堂に入門して医学を学び、1859年（安政5年）に宝飯郡森村に帰り開業する。その後、1869年（明治2年）修道館の教官となり、青少年の教育にも携わった。
1879年（明治12年）、愛知県議会が創設されて、県議会議員に選ばれると初代議長に就任する。1880年（明治13年）に国会開設の建白書を提出した。1881年（明治14年）には宝飯中学校の創設に尽力し、初代校長として赴任した渋江保と出会う。二人は民権結社「進取社」を結党して演説会を催し、三河地域の自由民権運動に先駆的な役割を果たした。「進取社」の結党は自由党結党と同時期で、立憲改進党、立憲帝政党よりも早かった。
しかし、1882年（明治15年）1月に何者かによって暗殺された。

## 没後の顕彰
豊川市国府町の弘法山公園に「武田準平の碑文」がある。碑文は、宝飯中学校の第一回卒業生でのちに高等小学校長となった木村永太郎が、渋江保の語った懐旧談をもとにまとめて墨書した。

## 参考図書
- 東三河高等学校日本史研究会『東三河の近代を築いた人びと』愛知県立時習館高等学校、1997年
- 郷土の人々編集委員会『初心を貫いて　活躍した郷土の人々　豊川市・宝飯郡』郷土の人々編集委員会、1981年
- 山田東作・武田三夫『三河最初の中学校』豊橋文化協会、1981年
- 山本勉「明治時代の著述者　渋江保の一生（その七）」『まんじ』第142号、三戸岡道夫、2016年
- 山本勉「自由民権期に生きた渋江保―宝飯中学校長時代を中心に―」『三河地域史研究第30号』三河地域史研究会、2018年
- 山本勉「豊橋市美術博物館所蔵資料　加藤幸三郎宛渋江書簡」『三河地域史研究第31号』三河地域史研究会、2020年
- 山本勉『渋江保の民権思想 ―戦史思想と万国戦史の意義―』ブイツーソリューション、2023年